# Caria trochilus
Caria trochilus is een vlindersoort uit de familie van de prachtvlinders (Riodinidae), onderfamilie Riodininae.
Caria trochilus werd in 1849 beschreven door Erichson.